# Comuna Bujoru, Teleorman
Bujoru este o comună în județul Teleorman, Muntenia, România, formată numai din satul de reședință cu același nume.

## Demografie
Componența etnică a comunei Bujoru
     Români (86,11%)
     Romi (4,87%)
     Alte etnii (0%)
     Necunoscută (9,03%)
Componența confesională a comunei Bujoru
     Ortodocși (85,64%)
     Creștini după evanghelie (3,17%)
     Adventiști (1,52%)
     Alte religii (0,53%)
     Necunoscută (9,14%)
Conform recensământului efectuat în 2021, populația comunei Bujoru se ridică la 1.706 locuitori, în scădere față de recensământul anterior din 2011, când fuseseră înregistrați 2.027 de locuitori. Majoritatea locuitorilor sunt români (86,11%), cu o minoritate de romi (4,87%), iar pentru 9,03% nu se cunoaște apartenența etnică. Din punct de vedere confesional, majoritatea locuitorilor sunt ortodocși (85,64%), cu minorități de creștini după evanghelie (3,17%) și adventiști (1,52%), iar pentru 9,14% nu se cunoaște apartenența confesională.

## Istorie
La sfârșitul secolului al XIX-lea, comuna făcea parte din plasa Marginea a județului Vlașca și era formată doar din satul Bujoru, cu o populație de 1169 de locuitori. În comună exista o școală mixtă și o biserică.
Anuarul Socec din 1925 consemnează comuna în plasa Dunărea a aceluiași județ cu aceiași componență și cu o populație de 2382 de locuitori.
În anul 1968, comuna a trecut la județul Teleorman având componența actuală.

## Politică și administrație
Comuna Bujoru este administrată de un primar și un consiliu local compus din 11 consilieri. Primarul, Ginel Sorin Avram[*], de la Partidul Național Liberal, este în funcție din octombrie 2020. Începând cu alegerile locale din 2024, consiliul local are următoarea componență pe partide politice:
|  | Partid                    | Consilieri | Componența Consiliului | Componența Consiliului | Componența Consiliului | Componența Consiliului | Componența Consiliului | Componența Consiliului |
|  | ------------------------- | ---------- | ---------------------- | ---------------------- | ---------------------- | ---------------------- | ---------------------- | ---------------------- |
|  | Partidul Național Liberal | 6          |                        |                        |                        |                        |                        |                        |
|  | Partidul Social Democrat  | 5          |                        |                        |                        |                        |                        |                        |